# Antônio Coelho de Sá e Albuquerque
Antônio Coelho de Sá e Albuquerque (Muribeca 18 de octubre de 1821 - Imperio del Brasil, 22 de febrero de 1868), fue un terrateniente, abogado y destacado político brasileño del siglo XIX.

## Biografía
Antônio Coelho de Sá e Albuquerque nació en Muribeca, actualmente parte de Sergipe, el 18 de octubre de 1821 hijo del comendador Lourenço de Sá e Albuquerque y de Mariana de Sá e Albuquerque.
Era hermano de Lourenço de Sá e Albuquerque, vizconde de Guararapes.
Su familia era una de las principales de Pernambuco, propietarios de ingenios azucareros,
Bachiller de la Facultad de Derecho de Recife e importante terrateniente, se inclinó por la carrera política. Fue diputado nacional por Pernambuco en las Asambleas Legislativas de los períodos 1853-1856, 1857-1860, 1861-1862 y 1864-1865 y senador nacional en representación de Pernambuco del 13 de mayo de 1865 al 22 de febrero de 1868.
Fue presidente de la provincia de Estado de Paraíba del 3 de julio de 1851 al 29 de abril de 1853, mandato durante el cual implementó el uso del arado. A poco tiempo de asumir, en agosto de 1851, presentó un extenso y detallado plan de obras públicas. Las dificultades que encontró para su ejecución motivaron amplias reformas en el sistema de construcción en la provincia.
Fue presidente de Alagoas en tres ocasiones: del 13 de octubre al 4 de mayo de 1855, del 29 de octubre de 1855 al 11 de mayo de 1856 y del 24 de octubre de 1856 al 13 de abril de 1857. Durante sus mandatos hizo construir la capilla del cementerio de Nossa Senhora da Piedade y un lazareto para enfermos de cólera.
Presidió la provincia de Pará del 23 de octubre de 1859 al 12 de mayo de 1860.
Fue Ministro de Relaciones Exteriores del gabinete conservador encabezado por Luís Alves de Lima e Silva, duque de Caxias, del 21 de abril al 9 de julio de 1861 cuando fue reemplazado por Benevenuto Augusto Magalhães Taques.
Fue Ministro de Agricultura del breve gabinete del liberal Zacarias de Góis e Vasconcelos entre el 24 y el 29 de mayo de 1862.
Gobernó Bahia del 30 de septiembre de 1862 al 15 de diciembre de 1863.
Ya iniciada la Guerra de la Triple Alianza, fue Ministro de Relaciones Exteriores del gabinete liberal encabezado por Zacarias de Góis entre el 27 de octubre de 1866 y el 8 de diciembre de 1867.
Por decretos del 7 de diciembre de 1866 y del 31 de julio de 1867 abrió a la libre navegación internacional el río Amazonas y sus afluentes, los ríos Negro, Madeira y São Francisco.
Durante este período todos los esfuerzos del gobierno se destinaron a sostener la guerra con el Paraguay. Sin avances notables en el frente militar, al decir del historiador Joaquim Nabuco solo "el paso de Curupayty (15 de agosto de 1867), una serie de victorias parciales y, sobre todo, el gran suceso del paso de Humaitá, son como rayo de luz en esta larga noche de ansiedades".
Falleció el 22 de febrero de 1868 a bordo del vapor Paraná frente a las costas de Bahía.